# Alice Kyteler
Alice Kyteler, född 1263, död efter 1324, var en irländsk kvinna som anklagades för häxeri.
Hon åtalades för att praktisera trolldom efter sin fjärde makes död. Hennes tjänare Petronilla de Meath erkände under tortyr att både hon och Kyteler var skyldiga till häxeri. Alice Kyteler räknas som den första person som dömdes för häxeri på Irland. Hon undvek dock avrättning genom att fly från Irland. Ingenting är känt om hennes liv efter flykten.